# José Sigler
José Sigler   (1860 - Madrid, 21 de setembre de 1903) fou un pianista, compositor, escriptor i cantant líric espanyol amb registre de baríton.
Destinat a seguir una carrera literària, la mort del seu pare el va fer desistir d'aquesta, i llavors es dedicà a la música, per la que reunia aptituds excepcionals. Primerament fou pianista d'un cafè de Madrid, i després, aconsellat per algun amic, Estudià cant en el Conservatori. Des que es presentà per primera vegada al públic i fins a la seva prematura mort, Sigler fou sempre complimentat en quants teatres actuà, que foren els principals d'Espanya.
Per la seva ermosa veu de baríton i la seva excel·lent escola de cant, Sigler fou un dels millors intèrprets de l'anomenada Zarzuela grande. Els teatres més freqüentats durant la seva carrera van ser el Príncipe Alfonso, Maravillas, Apolo, Eslava i Zarsuela. A més de ser intèrpret va ser escriptor i compositor de sarsueles moltes de les quals es conserven a l'arxiu de la SGAE. Va morir a Madrid el 21 de setembre de 1903.